# GIMIAS
GIMIAS — робоче середовище, орієнтоване на обчислення та моделювання біомедичних зображень. Система відкритих джерел є розширюваною через плагіни, і вона орієнтована на побудову дослідницьких та клінічних програмних прототипів. GIMIAS використовувався для розробки клінічних прототипів у сферах кардіохірургії та симуляції, ангіографічних зображень та симуляції, а також неврології.
GIMIAS фінансується кількома національними та міжнародними проектами, такими як cvREMOD, euHeart або VPH NoE

## Короткий опис GIMIAS
GIMIAS — графічний інтерфейс для аналізу та моделювання медичних зображень. GIMIAS забезпечує графічний інтерфейс користувача з усіма основними функціями IO, візуалізації та взаємодії для зображень, сіток та сигналів. Особливості GIMIAS включають:
- DICOM браузер та PACS з'єднання
- Підтримка різних методів візуалізації
- Візуалізація біомедичних даних у форматах 2D та 3D: багатопланова реформація, огляд ортогонального фрагмента, перегляд декількох фрагментів, візуалізація об'ємів, рентгенівська візуалізація, проєкція максимальної інтенсивності
- Кілька форматів вводу та виводу: DICOM, vtk, stl, Nifty, Analyze.
- Контроль відео: програвання, пауза, контроль швидкості
- Багатооб'єктні даних: зображення 2D DICOM, 3D-зображення, поверхневі сітки, об'ємні сітці, сигнали або анотації
- Анотації зображення та поверхневої сітки: орієнтири, вимірювання та регіони, що представляють інтерес
- Клінічна робоча поточна навігація, яка може допомогти користувачеві переміщатися з даних пацієнта до корисної інформації для лікування пацієнта.
- Інші додаткові інструменти для сегментації зображення, обробки сіткою та навігації по сигналу.

GIMIAS — це середовище для розробки, яке дозволяє розробникам створювати власні медичні програми, використовуючи різні плагіни, які можна динамічно завантажувати та об'єднувати. Прототипи, розроблені на GIMIAS, можуть бути перевірені кінцевими користувачами в реальних сценаріях та з реальними даними на ранніх етапах розробки.
GIMIAS розроблено з використанням мови C + +, має архітектуру, основану на комбінації плагінів, і є крос-платформенним за рахунок використання стандартного інструмента CMake. Присутня можливість інтегрувати нові бібліотеки за допомогою інструмента CSnake.Середовище засновано на загальних бібліотеках з відкритим кодом, таких як VTK, ITK, MITK, BOOST та wxWidgets. Плагін може розширити рамки додавання нових компонентів обробки, компонентів графічного інтерфейсу, таких як панелі інструментів або вікна, нові типи обробки даних або нові бібліотеки візуалізації.
GIMIAS підтримує декілька типів плагінів, починаючи з простої бібліотеки DLL, плагіна командного рядка, сумісного із 3D Slicer, або більш складним плагіном GIMIAS з індивідуальним графічним інтерфейсом. Модель автоматичного генерування графічних інтерфейсів та модель об'єктів розширюваної інформації дозволяють обмінюватися плагінами з іншими платформами та розширювати можливості взаємодії.
Програмне забезпечення доступне для Windows і Linux, 64-розрядної та 32-розрядної операційних систем.

## Історія
Початкові версії сховища з відкритим кодом були випущені в кінці 2009 року (GIMIAS 0.6.15 був випущений в жовтні 2009 року).
У 2010 році було зроблено більше зусиль, щоб розширити можливості системи відкритих джерел, надаючи більше функціональних можливостей, таких як менеджер робочого процесу, сумісність плагінів 3D Slicer, перегляду сигналів та налаштовувані перегляди. GIMIAS версії 0.8.1, 1.0.0, 1.1.0 та 1.2.0 були випущені протягом 2010 року.
Команда GIMIAS співпрацювала з:
- команда cmgui: пробне використання проміжного API cmgui з програмної платформи GIMIAS
- Група CTK
- Група B3C group (MAF)

GIMIAS є одним з інструментів, що використовуються у Virtual Physiological Human.

## Клінічні прототипи
- AngioLab - це програмний інструмент, розроблений в рамках програми GIMIAS, і є частиною більш амбітного конвейера для інтегрованого управління аневризмами мозку. В даний час AngioLab включає в себе чотири плагіна: ангіо сегментація, ангіоморфологія, віртуальне стентування та віртуальна ангіографія. У грудні 2009 року 23 пацієнти заповнили анкету з оцінки AngioLab. Ця діяльність була частиною навчального курсу, який проводився під час 2-го Європейського товариства мінімально-інвазивного лікування нервово-судинних захворювань (ESMINT), який проходив у Університеті Помпеу Фабра, Барселона, Іспанія. Оцінено автоматизований морфологічний аналіз (модуль ангіо морфології) та планування ендоваскулярного лікування (стентування плагіна). Загалом, результати, надані цими інструментами, вважалися актуальними та виникали як необхідність у своїй клінічній галузі.
- CardioLab: набір CardioLab для GIMIAS дозволяє виконувати весь робочий процес із медичних зображень для характеристики та кількісної оцінки захворювань міокарда та планування серцевої ресинхронізаційної терапії (CRT).
- FocusDET: Точна локалізація епілептогенних вогнищ у важкій частичній епілепсії є важливою для оцінки можливості операції як лікування. Спеціальний пакет програм був розроблений, щоб визначити епілептогенний фокус, використовуючи зображення ІКтал та Inter-ictal SPECT, а також МРТ із застосуванням методології SISCOM. FocusDET був розроблений за допомогою технологій GIMIAS.
- QuantiDopa — це програмне забезпечення, яке дозволяє виконувати напівавтоматичне кількісне визначення чутливості в дослідженні нейротрансмісії SPECT дофамінергічної системи.